# Thorgal
Thorgal es una serie de historieta franco-belga creada por el guionista Jean Van Hamme y el dibujante Grzegorz Rosinski en 1977 para la revista de historieta belga Tintín. La serie comprende un total de 33 álbumes, en una inusual mezcla de géneros de aventura, fantasía y ciencia ficción. La serie sigue las aventuras de Thorgal, un vikingo del siglo XI que es descendiente de una civilización avanzada que viaja por el espacio, y su familia, buscando una vida de tranquilidad que siempre les rehúye.
Jean Van Hamme se encargó del guion de la serie durante los 29 primeros álbumes, pero a partir del trigésimo son obra de Yves Sente. Rosinski, por su parte, ha participado en la totalidad de los álbumes de la serie. En los últimos cuatro publicados, escritos por Sente, el protagonista ha pasado a ser Jolan, hijo de Thorgal. 
Desde 2010 se está publicando un spin-off titulado Los mundos de Thorgal.

## Género
En principio, la serie de Thorgal podría clasificarse dentro del género de la fantasía heroica: aventuras en un mundo vagamente medieval, con frecuentes incursiones en lo sobrenatural a través de conceptos y personajes de la mitología escandinava, libremente interpretados por los autores. Sin embargo, el origen del protagonista, superviviente de una expedición alienígena, sus encuentros con sus verdaderos padre y abuelo, también extraterrestres, y los extraños poderes que transmite a sus hijos Jolan y Loba, relacionan la serie con la ciencia ficción. Las tramas de algunos álbumes, como El Señor de las Montañas o La Corona de Ogotaï exploran un tema característico de la ciencia ficción, el viaje en el tiempo.
La narración de Thorgal puede emparentarse con la novela bizantina: la voluntad de Thorgal es vivir en paz con su familia, pero los acontecimientos se obstinan en separarle de su esposa Aaricia y sus hijos Jolan y Loba. A menudo se da lo que en la novela bizantina se conoce como anagnórisis, el reencuentro y reconocimiento de un ser querido largamente perdido, como en el encuentro de Thorgal con su verdadero padre Varth (Ogotaï). 
En el ámbito del cómic, se han encontrado similitudes entre esta serie y la del Príncipe Valiente, de Harold Foster, en que también el sujeto de la aventura, más que un héroe aislado, es un grupo familiar. La explicación del origen del héroe remite a Superman, con la salvedad de que Thorgal carece de poderes sobrenaturales, o casi, aunque sí los transmite a sus hijos.

## Argumento
Los álbumes de la serie tienen continuidad narrativa, a excepción de dos de ellos, El hijo de las estrellas y Aaricia, recopilaciones de historias breves en que se narran episodios de la infancia de los dos protagonistas principales. El guion de los 29 primeros es obra de Jean Van Hamme y el de los siguientes es, hasta la fecha, de Yves Sente.

### Sinopsis
En medio de una tormenta, el líder vikingo Leif Haraldson y su expedición descubren un bebé en una misteriosa cápsula. Haraldson, adopta al niño y lo llama Thorgal Aegirsson. Thoral crece apartado de los demás, solo acompañado de Aaricia, la hija de Gandalf, con quien finalmente se casa. De adulto, Thorgal se ha convertido en un formidable guerrero excepcionalmente diestro con el arco y la flecha, pero carente del amor del pueblo vikingo por la batalla y la violencia. Anhelando una vida tranquila, Thorgal y Aaricia deciden abandonar el pueblo vikingo para vivir lejos de la crueldad y la violencia, pero los conflictos los persiguen.
Posteriormente, Thorgal se entera de que es el último descendiente de la «Gente de las Estrellas», una civilización avanzada que habitó la Tierra siglos atrás, y que poseía poderes de modificación de la materia, poderes de los que Thorgal carece. Durante sus aventuras y viajes, Thorgal y Aaricia dan a luz a dos hijos, Jolan y Loba. Jolan desarrolla rápidamente poderes para modificar la materia, mientras que Loba muestra el don de comunicarse con los animales. Thorgal, tiene otro hijo, Aniel, engendrado durante un episodio en que Thorgal pierde la memoria. Jolan finalmente se convierte en el héroe de la serie. 
A lo largo de la historia, Thorgal se ve frecuentemente obligado a enfrentarse a gobernantes ávidos de poder, dioses intolerantes, criaturas míticas, fuerzas de la naturaleza y fanáticos. Aunque a menudo tiene que realizar increíbles hazañas, en el fondo es una persona reflexiva que solo quiere vivir en paz con su familia. Lamenta que el camino de su vida tenga que estar siempre marcado por las pérdidas y el sufrimiento, y una y otra vez se ve obligado a enfrentarse al duro mundo para defender su existencia. Los fenómenos sobrenaturales suelen desempeñar un papel en esto, especialmente la voluntad de los dioses.

### Primeras aventuras
(Álbumes: 1. La maga traicionada, 2. La isla de los mares helados, 3. Los tres ancianos del país de Arán).
La serie comienza cuando Thorgal es ya adulto. El rey de los vikingos del norte, Gandalf el Loco, le ata a una roca para que muera ahogado cuando suba la marea, en castigo por haber puesto los ojos en su hija, Aaricia. Es liberado in extremis por Slive a cambio de servirla durante un año. En cumplimiento de las órdenes de Slive, Thorgal debe apoderarse de un brazalete mágico que Slive usa para capturar a Gandalf el Loco, de quien quiere vengarse. Thorgal se niega a matar a su enemigo y se desliga de la promesa hecha a Slive, quien escapa en su drakkar de hielo. Sin embargo, retorna poco antes de la boda de Thorgal y Aaricia, raptando a esta última. En la expedición para rescatarla participan, además de Thorgal, Bjorn, hermano de Aaricia, y Jorund el Toro. Tras varias disputas, el grupo se disgrega; Thorgal llega a la isla de los mares helados y, ayudado por los nativos, un pueblo semejante al esquimal, rescata a Aaricia y descubre que Slive es, como él, una extraterrestre que desea unirlo con su hija para dar continuidad al «pueblo de las estrellas». La hija de Slive muere, y Thorgal y Aaricia regresan a su tierra.
Thorgal y Aaricia, ya casados, llegan al país de Arán, donde sus gobernantes, tres ancianos, secuestran a Aaricia con la excusa de hacerla reina; se deshacen, en apariencia, de Thorgal y convocan un concurso para encontrar marido a Aaricia. Tras las pruebas iniciales, quedan tres candidatos: Karshan de Urizen, Volsung de Nichor y el propio Thorgal, que había escondido su identidad bajo un yelmo. La prueba final incluye un encuentro con la guardiana de las llaves y un viaje al Segundo Mundo. Thorgal resulta vencedor de la última prueba, pero descubre que todo es un truco de los ancianos para seguir manteniendo su eterna juventud, truco que Thorgal desbarata.

### La saga de Brek Zarith
(Álbumes: 4. La galera negra, 5. Más allá de las sombras, 6. La caída de Brek Zarith).
Los protagonistas continúan su viaje y se instalan en una comunidad campesina. A causa del falso testimonio de la adolescente Shaniah, cuyo amor había sido rechazado por Thorgal, este es confundido con un cómplice de Galathorn, rebelde a Shardar el poderososo, señor de Brek Zarith, y condenado a remar en la galera del príncipe Veronar. Tras varias peripecias, Thorgal es rescatado de la galera por los vikingos al mando de Jorund el Toro, nuevo rey de los vikingos del norte, y regresa a la aldea donde había dejado a Aaricia, para descubrir que ha sido arrasada por Ewing, general de Brek Zarith, y que su esposa, embarazada, ha desaparecido. La pérdida de Aaricia le hunde en un estado de postración y se convierte en un mendigo, totalmente carente de voluntad; Shaniah, la causante de su desgracia, se hace cargo de él.
Es recogido por Galathorn, legítimo heredero de Brek Zarith, para que le ayude a reconquistar su trono. Para que Thorgal recupere las ganas de vivir, le hace saber que Aaricia aún vive y ha tenido un hijo, Jolan, pero se encuentra gravemente enferma. Para salvar a Aaricia, el protagonista regresa al Segundo Mundo, acompañado de Shaniah; allí vuelve a encontrar a la guardiana de las llaves y se enfrenta al Destino. Finalmente, Shaniah entrega su vida a cambio de la de Aaricia.
Aaricia y su hijo Jolan, mientras tanto, permanecen en Brek Zarith, prisioneros de Shardar el poderoso. Contra este se han coaligado los partidarios de Galathorn y los vikingos del norte, al mando de Jorund el Toro. El ataque de los vikingos es repelido por Shardar, quien incendia su flota concentrando mediante grandes reflectores la luz solar. Thorgal logra infiltrarse en la fortaleza, pero Shardar, tras envenenar a sus propios seguidores, huye con Aaricia y Jolan. Finalmente las tropas de Galathorn y Jorund el Toro conquistan la deshabitada ciudad de Brek Zarith. Jorund el Toro muere, víctima de su codicia. Thorgal, Aaricia y Jolan logran reunirse de nuevo. Galathorn se convierte en el nuevo rey de Brek Zarith.

### Interludios
(Álbumes: 7. El hijo de las estrellas, 8. Alinoë).
Tras la saga de Brek Zarith se sitúan dos álbumes de lectura independiente: El hijo de las estrellas que relata la infancia de Thorgal y descubre sus orígenes alienígenas, así como su peculiar relación con el Segundo Mundo y Alinoë, que se sitúa cronológicamente después del álbum: La caída de Brek Zarith. En este episodio, se empiezan a vislumbrar los increíbles poderes de Jolan. El niño crea a un compañero mediante su imaginación, que escapa a su control y empieza a acosar a Jolan y a su madre.

### La saga de El país Qâ
(Álbumes: 9. Los arqueros, 10. El país Qâ, 11. Los ojos de Tanatloc, 12. La ciudad del dios perdido, 13. Entre tierra y luz).
Tras el episodio de Alinoé, en que por primera vez se revelan los poderes mentales de Jolan, Thorgal y su familia se instalan en una isla desierta buscando la paz y la tranquilidad. Nuestro protagonista zarpa en busca de víveres pero naufraga, y es acogido por Tjall el impetuoso y su tío, el armero Arghun Pie de Árbol. Thorgal necesita dinero para comprar una nueva barca, por lo que decide participar en un torneo de arqueros, asociándose a la mercenaria Kriss de Valnor. Ante la creciente peligrosidad de las pruebas, Thorgal decide compartir el premio con Tjall y Arghun, lo que indigna a Kriss de Valnor, que huye con el dinero del premio. Finalmente, Thorgal vuelve a encontrarse con Kriss y recupera el dinero necesario para comprar una barca y regresar a su isla.
Arghun y su sobrino acompañan a Thorgal a pasar una temporada en la isla, pero la paz se ve turbada por el secuestro de Jolan y Arghun. Kriss de Valnor se presenta en la isla y anuncia que retendrá a Jolan como rehén hasta que Thorgal le ayude a completar una misión encomendada por un desconocido que es en realidad Xargos, el abuelo de Thorgal. Xargos se hace llamar ahora Tanatloc y es el dios de una comunidad indígena americana, los xinjins, que tienen ciertas similitudes con los mayas. La intención de Tanatloc es frenar la tiranía sanguinaria de Ogotaï, en realidad su yerno Varth, el verdadero padre de Thorgal, quien ha fundado en la zona una ciudad llamada Mayaxatl, y persigue conquistar el mundo.
Mientras Jolan y Arghun son llevados al país Qâ, Thorgal, Kriss de Valnor, Tjall y Aaricia atraviesan el océano en un barco volador, y se les deposita en la selva, con la misión de apoderarse de la corona de Ogotaï, aparentemente una especie de casco mágico que confiere sus poderes al tirano. Al mismo tiempo, en el país Qâ, Tanatloc descubre que Jolan es su biznieto y le ayuda a desarrollar sus poderes mentales. 
En la jungla, Thorgal cae gravemente enfermo, y él y Aaricia son abandonados por Kriss y Tjall, que traiciona a Thorgal por amor a Kriss. Sin embargo, Jolan, con la ayuda de Tanatloc, cura a distancia a Thorgal utilizando sus poderes. Tanatloc fallece, y sus seguidores aclaman a Jolan como su sucesor, con el nombre de Hurukan. Thorgal y Aaricia se reúnen con Tjall y Kriss, y llegan a la ciudad de Mayaxatl, donde cuentan con un cómplice, un general del ejército de Ogotaï, quien les revela que su verdadera misión es acabar con el tirano. Tras varias vicisitudes, Thorgal y Kriss entran en el palacio de Ogotaï. Tjall muere ayudando a Thorgal. Este descubre que Ogotaï es su padre, Varth, e intenta hablar con él. Kriss de Valnor intenta asesinar a Ogotaï, sin conseguirlo, y es transformada por él en una anciana. Thorgal consigue hablar con Ogotaï, quien no acepta que sea realmente su hijo y, en el instante en que comprende que es cierto, es asesinado por Kriss de Valnor.
Todos regresan al país Qâ, donde se reúnen con Jolan y Arghun. Sin embargo, a causa de una conspiración palaciega para evitar que Jolan se marche con Thorgal, este, Aaricia y Arghun son condenados a morir en la Boca del Sol. Para conseguir la ayuda de Kriss de Valnor, Jolan utiliza sus poderes para devolverle la juventud. Ella, sin embargo, se niega a ayudarle, pues todo lo que desea es abandonar el país Qâ con la recompensa de los xinjins, y coge al niño como rehén para tener el paso franco. Mientras tanto, Thorgal y sus amigos han logrado escapar, gracias a la intervención de las mujeres indígenas de Arghun. Rescatan a Jolan del poder de Kriss y todos se embarcan de nuevo hacia su tierra, excepto Arghun, que se queda a vivir en el país Qâ. Kriss, por su parte, se ve obligada a abandonar su tesoro para salvar la vida.
La saga del país Qâ es la más importante de la serie Thorgal. En álbumes sucesivos se utilizan algunos objetos procedentes de este arco argumental, como la espada-sol o la corona de Ogotaï.

### Retorno al Norte
(Álbumes: 14. Aaricia, 15. El señor de las montañas, 16. Loba, 17. La guardiana de las llaves).
Tras la conclusión de los episodios centrados en el país Qâ viene un álbum independiente sobre la infancia de Aaricia: Aaricia dónde podemos comprobar como desde su nacimiento las vidas de los dos protagonistas siempre han estado ligados más allá de las estrellas.
Luego se retoma la línea argumental con algunos álbumes de transición como El señor de las montañas, Loba, en que se narra el nacimiento de la hija de Thorgal, y La guardiana de las llaves, peripecia de carácter mítico en la que reaparece el traidor Volsung de Nichor. Estos tres episodios se sitúan cronológicamente entre la saga del país Qa y la saga de Shaigan y narran el regreso de Thorgal a su tierra natal.

### La saga de Shaïgan
(Álbumes: 18. La espada-sol, 19. La fortaleza invisible, 20. La marca de los desterrados, 21. La corona de Ogotaï, 22. Gigantes, 23. La jaula).
Un nuevo giro argumental, un tanto forzado, se produce al final de La guardiana de las llaves, cuando Thorgal decide abandonar a su familia, Aaricia, Jolan y la recién nacida Loba, para librarles de la maldición que según él le persigue. En su vagabundeo, se encuentra con Kriss de Valnor, que se ha convertido en la cabecilla de unos bandidos que guerrean contra un tal Orgoff el invencible, que dispone de un arma mágica, llamada la espada-sol. En realidad, se trata del arma de Ogotaï, de la que Kriss se apoderó en el país Qâ y que le ha sido arrebatada por Orgoff. Este es vencido, y Kriss recupera el arma, pero ésta se revela inútil por haber perdido su energía. Thorgal y Kriss deciden viajar juntos. En el siguiente episodio, el protagonista tiene un encuentro con la walkiria Taïmir, quien le explica cómo puede eludir la maldición que le persigue: borrando su nombre de una piedra de granito que se guarda en la fortaleza invisible. Tras vencer a los recuerdos de sus enemigos y de sus amigos, Thorgal consigue borrar su nombre de la piedra y, como consecuencia, pierde la memoria, lo que aprovecha Kriss para hacerle creer que su nombre es Shaïgan el implacable, y que ella es su esposa.
Shaïgan y Kriss se dedican a la piratería, acumulando enormes cantidades de tesoros. Mientras tanto, Aaricia, Jolan y Loba permanecen entre los vikingos del norte, hasta que el superviviente de una expedición destruida por Shaïgan anuncia a los vikingos que el famoso pirata es en realidad Thorgal. Aaricia y sus hijos son desterrados, y ella es marcada en la cara con la marca de los desterrados. Aaricia y Loba son capturadas por Kriss de Valnor, pero Jolan logra escapar de ella y embarca en busca de su madre y su hermana junto con dos nuevos amigos, también vikingos desterrados, los jóvenes hermanos Darek y Lehla.
Un naufragio separa a Jolan de sus amigos. Al recobrar el conocimiento, Jolan se encuentra en la isla donde se crio, junto a un extraño ser que dice llamarse Jaax el Guardián y proviene del futuro. Su misión es evitar que los xinjins del País Qâ encuentren la corona de Ogotaï, amplificador de ondas cerebrales que les permite avanzar en su desarrollo, distorsionando así la historia. Llevan a cabo este cometido, pero Jolan aprovecha para viajar a su propio futuro y encontrarse consigo mismo, quince años después. El Jolan del futuro logra evitar la muerte de Thorgal y liberar a Aaricia y Loba, llevándolas a la isla donde les espera el Jolan del presente. Los cambios que el hijo de Thorgal ha hecho no son enmendados por los guardianes, pero el Jolan del futuro debe viajar con ellos para no interferir en la historia.
Mientras, Galathorn, prisionero de Shaïgan, reconoce a este como Thorgal, y le revela su verdadera identidad. Para recuperarla, la diosa Frigg, esposa de Odín, le exige recuperar el aro de Draupnir (brazalete sagrado de Odín) del poder de los gigantes, lo que Thorgal consigue tras varias vicisitudes. Vuelve a imprimir su nombre en la piedra de granito de la fortaleza invisible, y recupera la memoria. Se hace a la mar con Galathorn, quien lo acoge en su fortaleza de Brek Zarith. Su barca se cruza con la que conduce a Aaricia, Jolan y Loba a entrevistarse con el pirata Sardaz el Despellejado. Aaricia le propone asaltar la fortaleza de Shaïgan, pero éste se niega y pretende aprovecharse de Aaricia, lo que es impedido por la intervención de Jolan. Regresan a la isla, y a ella arriba también Thorgal. Aaricia lo reconoce de inmediato, pero para hacerle pagar lo ocurrido lo encierra en una jaula. Los piratas de Sardaz llegan a la isla, y retienen a Aaricia y a los suyos, pero Thorgal, tras huir de la jaula, logra acabar con todos los piratas. Finalmente es perdonado por Aaricia.

### Los viajes de Thorgal
(Álbumes: 24. Aracnea, 25. La peste azul, 26. La ciudad bajo la arena)
En esta saga la familia de Thorgal se marcha de la isla y busca un nuevo lugar donde establecerse. Tras dos álbumes de transición en la que recorren posibles países donde echar raíces, Aracnea y La peste azul deciden seguir su ruta que les llevará de cabeza a la siguiente saga que decidirá el futuro de la familia. 
En Aracnea deben enfrentarse a una araña gigante que lleva amenazando a una isla durante mucho tiempo y en La peste azul se verán infectados por una plaga de efectos devastadores. Tras recorrer sitios donde establecerse y dejar atrás antiguos amigos, la familia de Thorgal llega al desierto africano, donde se enfrenta a los últimos supervivivientes del pueblo de las estrellas

### La saga de Bizancio
(Álbumes: 27. El bárbaro, 28. Kriss de Valnor, 29. El Sacrificio).
Pero las cosas no son lo que parecen y los miembros de la familia acaban como esclavos en una provincia fronteriza del imperio bizantino. Gracias a su habilidad guerrera Thorgal gana su libertad pero no la de su familia, que es regalada al emperador. Además, el propio Thorgal resulta envenenado y abandonado en una isla. Mientras tanto, tras una infructuosa huida, Aaricia y sus hijos son recluidos en las minas de plata de Bizancio, donde se vuelven a encontrar con Kriss de Valnor con la que se alían para escapar. Jolan encuentra entonces a Thorgal ciego y muy enfermo en una ciudad imperial fronteriza con los reinos bárbaros. Kriss se sacrifica para que la familia pueda escapar de sus enemigos, redimiéndose así de su pasado. También se descubre que ha tenido un hijo con Thorgal, Aniel, durante la saga de Shaigan. Aaricia acepta ocuparse de él como si fuera su hijo.
La familia vuelve al Norte, donde Thorgal, mortalmente enfermo debido al veneno, deberá cumplir una odisea en el Segundo Mundo, y encontrar a un hombre llamado Manthor para salvar su vida. Finalmente, para salvar a su padre, Jolan debe hacer la promesa de quedarse al servicio de Manthor. 
Con el final de este ciclo, termina la parte de la saga centrada en Thorgal. A partir del álbum siguiente, el protagonista es Jolan.

### La saga de Jolan
(Álbumes: 30. Yo, Jolan, 31. El Escudo de Thor, 32. La Batalla de Asgard).
La saga da un nuevo giro, ya que Jolan se convierte en el nuevo protagonista. Además, el guion de los álbumes deja de estar escrito por Jean Van Hamme y es ahora ocupación de Yves Sente.
El nuevo ciclo se inicia cuando Jolan deja a su familia para reunirse con Manthor. Este le promete un destino excepcional, con la condición de que el joven consigua llegar a su castillo atravesando tierras peligrosas. Además deberá enfrentarse a unos rivales. Jolan lo consigue, acompañado por estos.
Mientras tanto, su madre decide informarse sobre Manthor. Recurre a una bruja llamada Mahara, que le revela que este es el hijo de Kahaniel de Valnor un brujo practicante de la magia roja, que pereció desafiando a los dioses al unirse a una valquiria. Es también el padre de Kriss de Valnor y por lo tanto el abuelo de Aniel. La bruja predice que cuando el niño cumpla los diez años, su abuelo se reencarnará en él. Aaricia vuelve a su pueblo, sin saber que hacer.
Para entonces, Jolan ya está en el castillo de Manthor, junto a sus cuatro rivales. Manthor les revela cual es su misión: ir a Asgard, el reino de los dioses, y apoderarse del escudo del dios Thor. Para ello, deberán abrir una puerta situada entre el Segundo Mundo y el de los dioses, para lo cual recurren a sus poderes sobrenaturales. Luego, cada uno tiene que intentar traer el escudo en el espacio de tres días. Jolan consigue bloquear el tiempo dentro de Asgard, por lo que recupera fácilmente el escudo. Es por lo tanto elegido para tener el destino excepcional.
Entretanto, Mahara ha llamado a los brujos rojos, que raptan a Aniel, y Thorgal se ve obligado a partir en su busca.

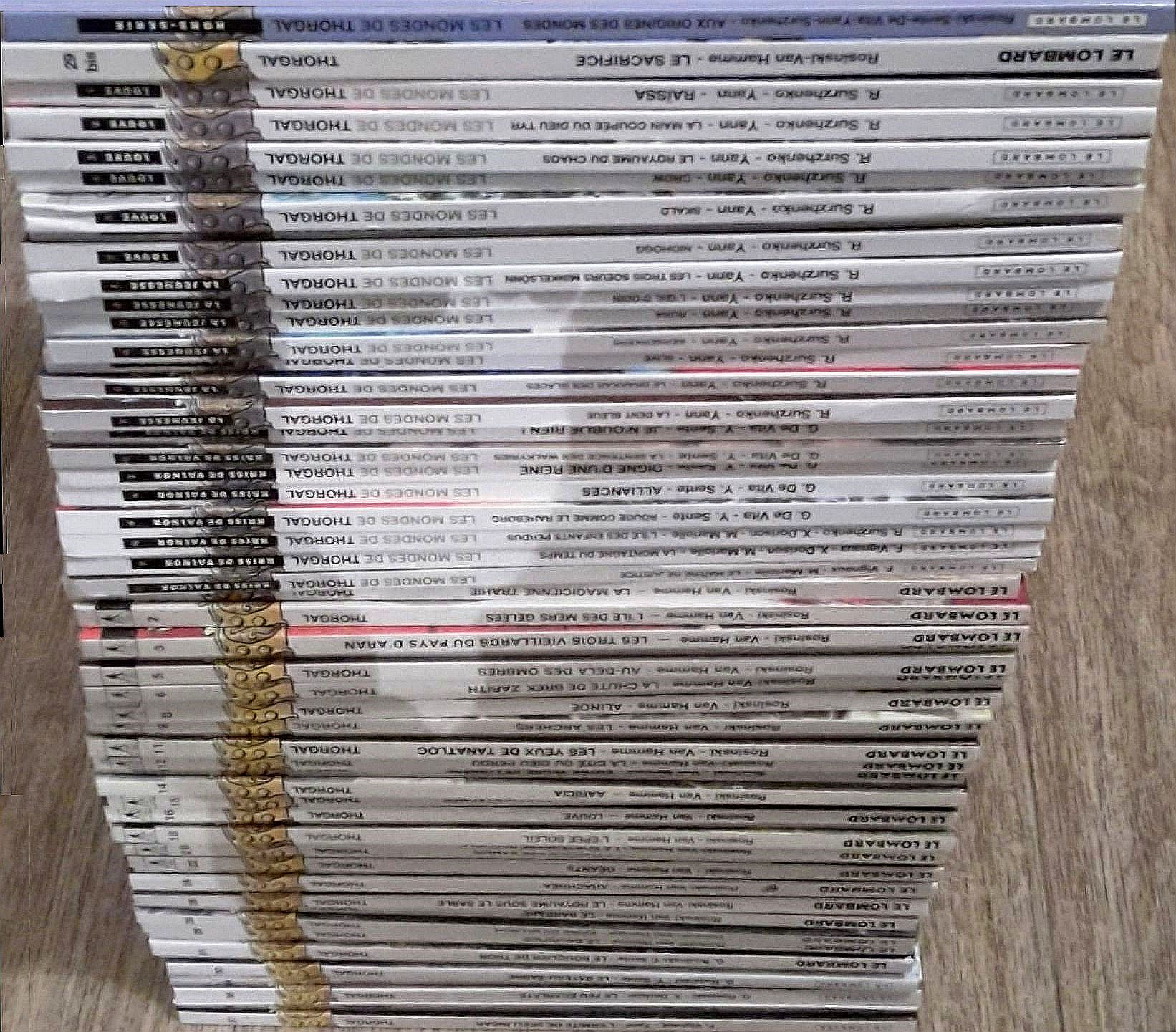
Álbumes de Thorgal.

### La saga de los magos Rojos
(Álbumes: 33. El barco espada, 34. Kah-Aniel, 35. El fuego escarlata, 36. Aniel)
El primer álbum de esta saga consiste en una persecución por los por los ríos rusos en la que Thorgal va en busca de magos Rojos que han secuestrado a su hijo Aniel. A la vez que aparecen menciones a que Jolán está destinado a enfrentarse al emperador Magnus de los cristianos (¿Trasunto de Carlomagno?) que avanza hacia el norte con ánimo de Conquista.
Esta historia podría abarcar algunos álbumes de la serie Los mundos de Thorgal ya que el tercer tomo de Kriss de Valnor trata las consecuencias de acontecimientos sucedidos en El Barco espada y el comienzo del conflicto con el emperador Magnus.

## Títulos
1. La maga traicionada (La Magicienne trahie, Lombard, 1980, Jean Van Hamme - Grzegorz Rosiński)
2. La isla de los mares helados (L'îlle des mers gelées, Lombard, 1980, Jean Van Hamme - Grzegorz Rosiński)
3. Los tres ancianos del país de Arán (Les Trois Vieillards du Pays d'Aran, Lombard, 1981, Jean Van Hamme - Grzegorz Rosiński)
4. La galera negra (La Galère noire, Lombard, 1982, Jean Van Hamme - Grzegorz Rosiński)
5. Más allá de las sombras (Au-delà des ombres, Lombard, 1983, Jean Van Hamme - Grzegorz Rosiński)
6. La caída de Brek Zarith (La Chute de Brek Zarith, Lombard, 1984, Jean Van Hamme - Grzegorz Rosiński)
7. El hijo de las estrellas (L'Enfant des étoiles, Lombard, 1984, Jean Van Hamme - Grzegorz Rosiński)
8. Alinoé (Alinoë, Lombard, 1985, Jean Van Hamme - Grzegorz Rosiński)
9. Los arqueros (Les Archers, Lombard, 1985, Jean Van Hamme - Grzegorz Rosiński)
10. El país Qa (Le Pays Qâ, Lombard, 1986, Jean Van Hamme - Grzegorz Rosiński)
11. Los ojos de Tanatloc (Les Yeux de Tanatloc, Lombard, 1986, Jean Van Hamme - Grzegorz Rosiński)
12. La ciudad del dios perdido (Le Cité du dieu perdu, Lombard, 1987, Jean Van Hamme - Grzegorz Rosiński)
13. Entre tierra y luz (Entre terre et lumière, Lombard, 1988, Jean Van Hamme - Grzegorz Rosiński)
14. Aaricia (Aaricia, Lombard, 1989, Jean Van Hamme - Grzegorz Rosiński)
15. El señor de las montañas (Le Maître des montagnes, Lombard, 1989, Jean Van Hamme - Grzegorz Rosiński)
16. Loba (Louve, Lombard, 1990, Jean Van Hamme - Grzegorz Rosiński)
17. La guardiana de las llaves (La Gardienne des clés, Lombard, 1991, Jean Van Hamme - Grzegorz Rosiński)
18. La espada-sol (L'Épée-soleil, Lombard, 1992, Jean Van Hamme - Grzegorz Rosiński)
19. La fortaleza invisible (La Forteresse invisible, Lombard, 1993, Jean Van Hamme - Grzegorz Rosiński)
20. La marca de los desterrados (La Marque des bannis, Lombard, 1994, Jean Van Hamme - Grzegorz Rosiński)
21. La corona de Ogotaï (La Couronne d'Ogotaï, Lombard, 1995, Jean Van Hamme - Grzegorz Rosiński)
22. Gigantes (Géants, Lombard, 1996, Jean Van Hamme - Grzegorz Rosiński)
23. La jaula (La Cage, Lombard, 1997, Jean Van Hamme - Grzegorz Rosiński)
24. Aracnea (Arachnéa, Lombard, 1999, Jean Van Hamme - Grzegorz Rosiński)
25. La peste azul (Le Mal bleu, Lombard, 1999, Jean Van Hamme - Grzegorz Rosiński)
26. El reino bajo la arena (Le Royaume sous le sable, Lombard, 2001, Jean Van Hamme - Grzegorz Rosiński)
27. El bárbaro (Le Barbare, Lombard, 2002, Jean Van Hamme - Grzegorz Rosiński)
28. Kriss de Valnor (Kriss de Valnor, Lombard, 2004, Jean Van Hamme - Grzegorz Rosiński)
29. El Sacrificio (Le Sacrifice, Lombard, 2006, Jean Van Hamme - Grzegorz Rosiński)
30. Yo, Jolan (Moi, Jolan, Lombard, 2007, Yves Sente - Grzegorz Rosiński)
31. El Escudo de Thor (Le Bouclier de Thor, Lombard, 2008, Yves Sente - Grzegorz Rosiński)
32. La Batalla de Asgard (Le Bataille d'Asgard, Lombard, 2010, Yves Sente - Grzegorz Rosiński)
33. El Barco espada (Le Bateau-sabre, Lombard, 2011, Yves Sente - Grzegorz Rosiński)
34. Kah-Aniel (Kah-Aniel, Lombard, 2014, Yves Sente - Grzegorz Rosiński)
35. El fuego escarlata (Le Feu écarlate, Lombard, 2016, Xavier Dorison - Grzegorz Rosiński)
36. Aniel (Aniel, Lombard, 2018, Yann - Grzegorz Rosiński)
37. El ermitaño de Skellingar (L'Ermite de Skellingar, Lombard, 2019, Yann - Fred Vignaux)
38. La Selkie, Lombard, 2020, Yann - Fred Vignaux
39. Neokóra, Lombard, 2021, Yann - Fred Vignaux
40. Tupilaks, Lombard, 2022, Yann - Fred Vignaux
41. Mille Yeux, Lombard, 2023, Yann - Fred Vignaux
42. Özurr le Varègue, Lombard, 2024, Yann - Fred Vignaux

En España lo publica Norma Editorial, que publica además los integrales. Apareció también en la revista Bumerang.

## Los mundos de Thorgal
Los mundos de Thorgal es un spin-off que narra la vida de personajes importantes de la serie principal

### Kriss de Valnor
- Kriss de Valnor, tomo 1: ¡Yo no olvido! (2010) Yves Sente y Giulio De Vita.
- Kriss de Valnor, tomo 2: La sentencia de las Valquirias (2012) Yves Sente, Giulio De Vita y Graza.
- Kriss de Valnor, tomo 3: Digno de una reina (2012) Yves Sente, Giulio De Vita y Graza.
- Kriss de Valnor, tomo 4: Alianzas (2013) Yves Sente, Giulio De Vita y Graza.
- Kriss de Valnor, tomo 5: Rojo como el Raheborg (2014) Yves Sente, Giulio De Vita y Graza.
- Kriss de Valnor, tomo 6: La isla de los niños perdidos (2015) Xavier Dorison, Mathieu Mariolle y Roman Surzhenko.
- Kriss de Valnor, tomo 7: La montaña del tiempo (2017) Xavier Dorison, Mathieu Mariolle y Fred Vignaux
- Kriss de Valnor, tomo 8: El maestro de justicia (2018) Xavier Dorison, Mathieu Mariolle y Fred Vignaux

### Loba
- Loba, tomo 1: Raïssa (2011) Yann, Roman Surzhenko y Graza.
- Loba, tomo 2: La mano cortada del dios Tyr (2012) Yann, Roman Surzhenko y Graza.
- Loba, tomo 3: El reino del caos (2013) Yann, Roman Surzhenko y Graza.
- Loba, tomo 4: Crow (2014) Yann, Roman Surzhenko y Graza.
- Loba, tomo 5: Skald (2015) Yann, Roman Surzhenko y Graza.
- Loba, tomo 6: La reina de los elfos negros (2016) Yann, Roman Surzhenko y Graza.
- Loba, tomo 7: Nidhogg (2017) Yann, Roman Surzhenko y Graza.

### La Juventud de Thorgal
- La Juventud de Thorgal, tomo 1: Las tres hermanas Minkelsönn (2013) Yann y Roman Surzhenko.
- La Juventud de Thorgal, tomo 2: El ojo de Odin (2014) Yann y Roman Surzhenko.
- La Juventud de Thorgal, tomo 3: Runa (2015) Yann y Roman Surzhenko.
- La Juventud de Thorgal, tomo 4: Berserkers (2016) Yann y Roman Surzhenko.
- La Juventud de Thorgal, tomo 5: Slive (2017) Yann y Roman Surzhenko.
- La Juventud de Thorgal, tomo 6: El Drakkar de los hielos (2018) Yann y Roman Surzhenko.
- La Juventud de Thorgal, tomo 7: Diente azul (2019) Yann y Roman Surzhenko.
- La Juventud de Thorgal, tomo 8: Los dos bastardos (2020) Yann y Roman Surzhenko.
- La juventud de Thorgal, tomo 9: Las lágrimas de Hel (2021) Yann y Roman Surzhenko.
- La juventud de Thorgal, tomo 10: Sydönia (2022) Yann y Roman Surzhenko.
- La juventud de Thorgal, tomo 11: Grym (2023) Yann y Roman Surzhenko.

### Thorgal Saga
- Thorgal saga, tomo 1: Adieu Aaricia (2023) Robin Recht.
- Thorgal saga, tomo 2: Wendigo (2024) Duval Fred y Rouge Corentin.

### Fuera de serie
- Aux origines des mondes (2012)

## Personajes

### La familia de Thorgal
- Thorgal Aegirsson: es un héroe pacifista, cuya única ambición es vivir en paz con su familia. Hijo de Varth y de Haynée, y nieto de Xargos. Adoptado por Leif Haraldson, rey de los vikingos del norte. Esposo de Aaricia y padre de Jolan, de Loba y de Aniel. Se le da este nombre porque, al ser encontrado en el mar, se le supone hijo del dios Aegir.

- Aaricia: princesa vikinga, hija de Gandalf el Loco y hermana de Bjorn. Esposa de Thorgal y madre de Jolan y de Loba.

- Jolan: hijo de Thorgal y Aaricia, con poderes mentales heredados de sus antepasados extraterrestres, consistentes sobre todo en telepatía y telequinesia.

- Loba: hija de Thorgal y Aaricia, nacida en el cubil de una loba; posee el don de comunicarse con los animales.

- Aniel: hijo nacido de la relación entre Thorgal y Kriss de Valnor durante la saga de Shaigan. Es mudo.

### El «pueblo de las estrellas»
- Xargos (Tanatloc): padre de Haynée y abuelo de Thorgal jefe de la expedición extraterrestre que llega a la Tierra en busca de fuentes de energía. Es retado por su yerno, Varth, a un combate singular, en el que resulta derrotado. Es expulsado de la nave y llega a la tierra a bordo de una nave monoplaza. Durante un tiempo habita en las cercanías del país de los vikingos, donde tiene un primer encuentro con Thorgal, relatado en el álbum El hijo de las estrellas, pero más adelante se instala en el país Qa, con el nombre de Tanatloc, intentando contener las ambiciones desaforadas de Varth.

- Varth (Ogotaï): marido de Haynée y padre de Thorgal. Tras el fracaso de su intento de conquistar la Tierra y el fallecimiento del resto de la tripulación de la nave, se instala en América, donde construye la ciudad de Mayaxatl y se convierte en un tirano sanguinario. Muere a manos de Kriss de Valnor, en el preciso momento en que descubre que Thorgal es su hijo.

- Haynée: madre de Thorgal, hija de Xargos y esposa de Varth, a quien secunda en su rebelión.

- Slive: una de las pocas supervivientes del pueblo de las estrellas, en los primeros capítulos de la serie pretende vengarse del cautiverio de Gandalf el Loco y casar a su hija con Thorgal.

- Tiago y Ileniya: dos hermanos que vinieron en la última nave que salió del planeta del pueblo de las estrellas, buscano la primera nave de los padres de Thorgal. En La ciudad bajo la arena con la ayuda de Thorgal se rebelan contra el nuevo líder del pueblo de las estrellas, y viajan con él buscando un lugar donde establecerse.

### Los amigos de Thorgal
- Leif Haraldson: rey de los vikingos del norte. Padre adoptivo y educador de Thorgal.

- La guardiana de las llaves: una de los inmortales, está encargada desde el principio de los tiempos de controlar el paso entre los mundos en los que se divide el universo. Siente una debilidad especial por Thorgal, que sus enemigos aprovecharán para atacarla.

- Jorund el Toro: guerrero vikingo que se convierte en rey de los vikingos del norte a la muerte de Gandalf el Loco. Muere a causa de su codicia en el álbum La caída de Brek Zarith.

- Tjall: compañero adolescente de Arghun, siente admiración por Thorgal y lo acompañará en la saga del país de Qa, donde Kriss lo convencerá para traicionar a sus compañeros.

- Arghun Pie de Árbol: viejo armero que Thorgal conocerá durante sus viajes al continente cuando con su familia vive en una isla. Acompañará a Thorgal durante una competición en Los arqueros y cuidará de Jolan en toda la saga del país de Qa.

- Galathorn: pretendiente al trono de Brek Zarith, que conquista gracias a la intervención de Thorgal. Reaparece en el álbum Gigantes, donde ayuda a Thorgal a recordar su verdadera identidad.

- Darek y Lehla: dos niños hermanos suecos que se encuentran con Jolan en La marca de los desterrados cuando van a ser vendidos como esclavos. Se van a vivir con Aaricia y sus hijos a su isla hasta que vuelve Thorgal y se establecen definitivamente en Aracnea. Lehla reaparece como esclava en el álbum El barco espada sin que se explique como ha llegado a dicha situación.

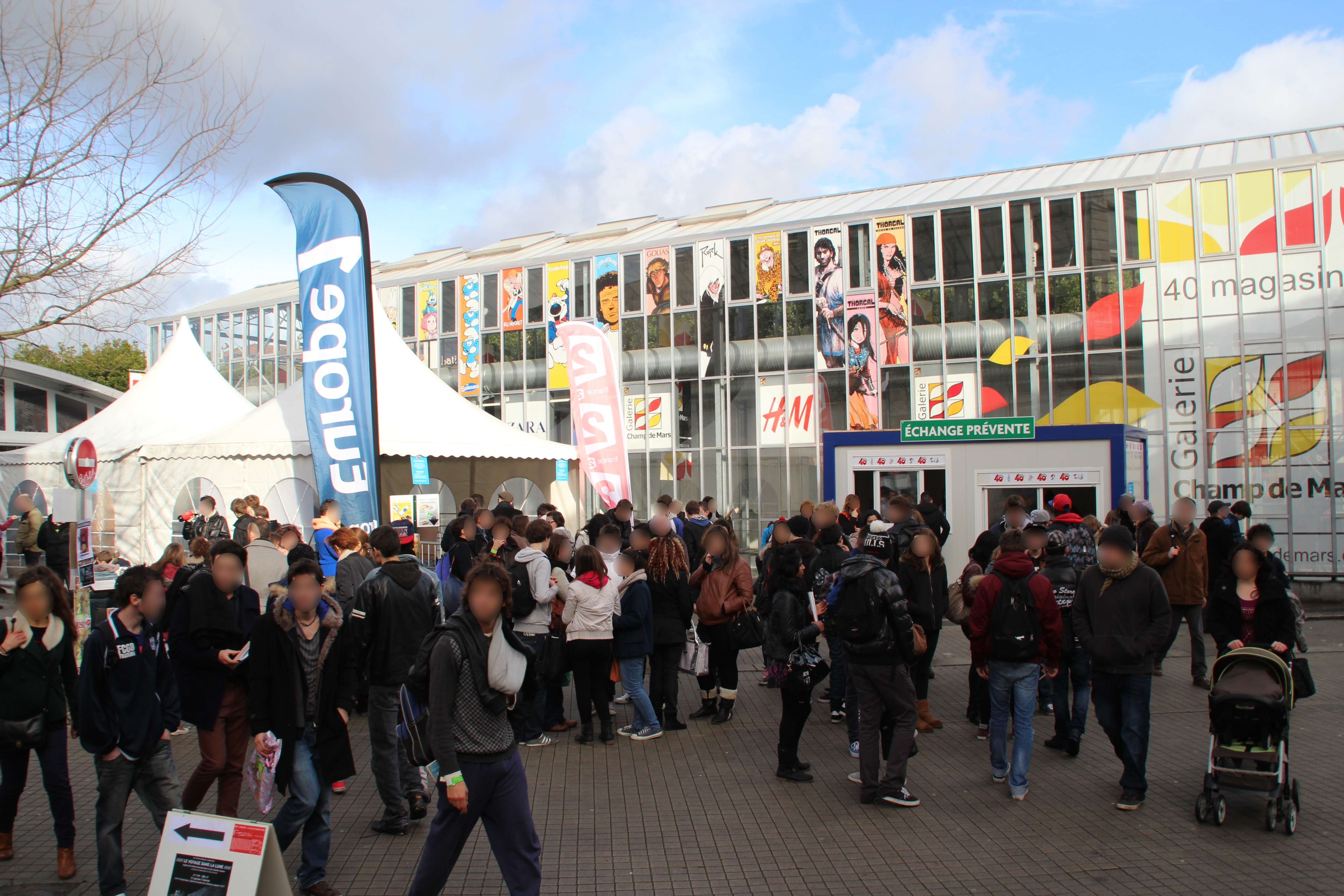
Imagen de la edición del 2013 del Festival de Angulema; a la derecha, tres personajes de Thorgal, cada uno en un cartel.

### Los antagonistas
- Gandalf el Loco: el padre de Aaricia y primer rey de los vikingos del norte. Nunca se ha llevado bien con Thorgal porque este era el hijo adoptivo del antiguo jefe vikingo, y por eso un posible competidor. La serie empieza cuando Gandalf condena a muerte ahogado a Thorgal por fijarse en su hija Aaricia.
- Bjorn: hijo de Gandalf y hermano de Aaricia, es el rival adolescente de Thorgal. Durante la juventud reta a Thorgal a un duelo a muerte amañado que frustra Aaricia. Más tarde, cuando Slive secuestra a Aaricia, se alía con Thorgal para viajar a la isla de los hielos a rescatarla.
- Kriss de Valnor: una mercenaria que ama el oro y su juventud, es capaz de hacer cualquier cosa por alcanzar sus objetivos. Aliada de conveniencia con Thorgal en toda la serie, lo convence por medio de engaños, chantaje o necesidad. Ha tenido un hijo ilegítimo con él: Aniel. Muere sacrificándose por la familia de Thorgal en el episodio Kriss de Valnor. Es la villana más importante de toda la saga.
- Shargan el poderoso: cuando Throgal y Aaricia vuelven a su aldea natal tras la saga de Qa, Shargan se ha convertido en el jefe de los vikingos del norte. Para evitarse la supuesta competencia por el poder de la pareja, decide acabar con ellos utilizando engaños y Jolan.
- Volsung de Nichor: un inteligente aunque traidor y rastrero antagonista de Thorgal, participará en la competición de los ancianos del país de Arán por la mano de Aaricia, pero queda abandonado en la nada entre los mundos hasta que es rescatado por la serpiente inmortal Nidhogg. Ésta lo devuelve a Mitgard (el mundo de los humanos) con el rostro de Thorgal y la condición de que robe el cinturón de la Guardiana de las Llaves en el álbum homónimo.
- Alinoé: creado por Jolan como un amigo imaginario que le acompañe en la soledad de su isla, los poderes que aún no controla lo convierten en realidad. Mientras Thorgal está en el continente, Alinoé escapa del control de Jolan y utiliza toda la isla para tratar de acabar con Aaricia y su hijo.